# Prolongación Benito Juárez
Prolongación Benito Juárez är en ort i Mexiko.   Den ligger i kommunen Puente de Ixtla och delstaten Morelos, i den sydöstra delen av landet, 80 km söder om huvudstaden Mexico City. Prolongación Benito Juárez ligger 1 036 meter över havet och antalet invånare är 156.
Terrängen runt Prolongación Benito Juárez är varierad, och sluttar söderut. Runt Prolongación Benito Juárez är det ganska tätbefolkat, med 185 invånare per kvadratkilometer. Närmaste större samhälle är Temixco, 17,5 km norr om Prolongación Benito Juárez. Omgivningarna runt Prolongación Benito Juárez är en mosaik av jordbruksmark och naturlig växtlighet.